# Mesosemia mustela
Mesosemia mustela är en fjärilsart som beskrevs av William Chapman Hewitson 1870. Mesosemia mustela ingår i släktet Mesosemia och familjen Riodinidae. Inga underarter finns listade i Catalogue of Life.